# جان فاکس
جان فاکس (۱۵۱۶/۱۵۱۷–۱۸ آوریل ۱۵۸۷)، مورخ انگلیسی و نویسنده کتاب شهدای فاکس (اعمال و یادبودها) بود، کتابی که از شهدای مسیحی در طول تاریخ غرب و به صورت ویژه تر از پروتستان‌ها و پروتستان‌های اولیه انگلیسی از قرن چهاردهم تا زمان سلطنت ماری یکم نام می‌برد. این کتاب به‌طور گسترده مورد استقبال پیوریتن‌های انگلیسی قرار گرفت و برای چندین قرن به شکل‌گیری عقاید بریتانیا در مورد کلیسای کاتولیک کمک کرد.

## تحصیلات
فاکس در بوستون، در لینکلن‌شایر، انگلستان، در خانواده‌ای متوسط به دنیا آمد و به نظر می‌رسد در کودکی به صورت غیرعادی درس‌خوان و مؤمن بوده‌است. در حدود ۱۵۳۴، زمانی که حدود ۱۶ سال داشت، وارد کالج بریزنوز، آکسفورد شد، جایی که او شاگرد جان هاواردن (یا هاردینگ)، یکی از اعضای کالج بود. در سال ۱۵۳۵ فاکس در کالج مگدالن پذیرفته شد، جایی که او احتمالاً در یادگیری زبان لاتین پیشرفت‌هایی داشته و به عنوان یک مربی جوان استخدام شده. او در ژوئیه ۱۵۳۸ یک همکار آزمایشی و در ژوئیه سال بعد به عنوان یک همکار (فلو) کامل درآمد.
فاکس مدرک لیسانس خود را در ۱۷ ژوئیه ۱۵۳۷، مدرک کارشناسی ارشد خود را در ژوئیه ۱۵۴۳ گرفت و در ۱۵۳۹–۱۵۴۰ او مدرس علم منطق بود. سلسله نامه‌هایی به دست خط فاکس که مربوط به ۱۵۴۴–۱۵۴۵ است، نشان می‌دهد که فاکس «مردی با روحیه دوستانه و گرم، عمیقاً مذهبی و دانش جویی پرشور در آشنایی با دیگر استادان» است.

## استعفا از آکسفورد
فاکس در سال ۱۵۴۵ پس از تغییر دین به پروتستانیسم و در نتیجه پذیرفتن عقایدی که توسط کلیسای انگلستان در دوران هنری هشتم اجباری شده بود، از کالج استعفا داد. دلیل اصلی استعفا احتمالاً مخالفت او با تجرد روحانیون بود که از آن تحت عنوان خود-اختگی یاد می‌کند. البته فاکس ممکن است در یک پاکسازی عمومی از اعضای پروتستان، مجبور به ترک کالج شده باشد، اما سوابق کالج نشان می‌دهد که او به میل خود استعفا داده‌است. تغییر عقیده مذهبی فاکس ممکن است زندگی او را به خطر انداخته باشد. فاکس شخصاً شاهد سوزاندن ویلیام کاوبریج در سپتامبر ۱۵۳۸ بود
فاکس پس از اینکه مجبور شد شغل آکادمیک خود را رها کند، دوره ای از فقر شدید را تجربه کرد. هیو لاتیمر از فاکس دعوت کرد تا با او زندگی کند، اما فاکس سرانجام در خانواده توماس لوسی از شارلکوت، نزدیک استراتفورد، معلم خصوصی شد. فاکس قبل از ترک خانواده لوسی، در ۳ فوریه ۱۵۴۷ با اگنس رندال ازدواج کرد. آنها شش فرزند داشتند.

## لندن تحت رهبری ادوارد ششم
چشم‌انداز فاکس و طرفداران آرمان‌های پروتستانیسم پس از به سلطنت رسیدن ادوارد ششم در ژانویه ۱۵۴۷ و تشکیل شورای خصوصی تحت سلطه پروتستان‌های طرفدار اصلاحات، بهبود یافت. پایان سال ۱۵۴۷، فاکس به لندن نقل مکان کرد، او در آنجا سه ترجمه از موعظه‌های پروتستانی را که توسط هیو سینگلتون منتشر شده بود، به پایان رساند. در این دوره مری فیتزروی، دوشس ریچموند او را به عنوان مربی برای فرزندان یتیم برادرش، هنری هاوارد، که در ژانویه ۱۵۴۷ به دلیل خیانت اعدام شده بود، استخدام کرد. فاکس در خانه دوشس در لندن و بعداً در قلعه ریگیت زندگی می‌کرد و حمایت دوشس ورود فاکس را به جمع نخبگان پروتستان انگلیس تسهیل کرد.
فاکس در ۲۴ ژوئن ۱۵۵۰ توسط نیکلاس ریدلی به عنوان شماس (منصبی که در کلیسای آنگلیکان ساخته شد و درجه پایین‌تر از کشیش دارد) منصوب شد. حلقه دوستان، همکاران و حامیان او شامل جان هوپر، ویلیام ترنر، جان راجرز، ویلیام سسیل و مهم‌تر از همه جان بیل بود که در آینده دوست صمیمی فاکس شد. یکی از کسانی فاکس را در امر نوشتن کتابی دربارهٔ شهدای پروتستان ترغیب کرد، جان بیل بود. از سال ۱۵۴۸ تا ۱۵۵۱، فاکس یک رساله در مخالفت با مجازات اعدام برای زنا منتشر کرد و رساله دیگری در باب حمایت از تکفیر کسانی که به نظر او «جاه‌طلبی پنهان زیر ردای پروتستانیسم» داشتند، نوشت.

## تبعید در دوران ماریان
در ژوئیه ۱۵۵۳ با به سلطنت رسیدن ماری یکم، با آزاد شدن پدر بزرگ کودکانی که فاکس آموزش می‌داد از زندان، فاکس شغل معلمی خود را از دست داد. فاکس به دلیل انتشار کتاب‌های پروتستانی شرایط را متفاوت می‌دید، و محتاط تر شده بود. با بدتر شدن جو سیاسی، فاکس، شخصاً توسط اسقف محافظه کار و کاتولیک استفان گاردینر تهدید شد. درست قبل از اینکه مأموران برای دستگیری او فرستاده شوند، او با همسر باردارش از ایپسوییچ به نیوپر شهری در بلژیک رفت. سپس به آنتورپ، روتردام، فرانکفورت و در ژوئیه ۱۵۵۴ به استراسبورگ رسید. در استراسبورگ، فاکس کتاب تاریخ آزار و شکنجه مسیحیان را به زبان لاتین منتشر کرد، که البته همین کتاب پیش نویس شد بر کتاب شهدای فاکس.
در پاییز ۱۵۵۴، فاکس به فرانکفورت نقل مکان کرد و در آنجا به عنوان واعظ کلیسای انگلیسی به پناهندگان خدمت می‌کرد. در آنجا او ناخواسته به یک جدال تلخ الهیاتی کشیده شد. یک جناح طرفدار سیاست کلیسا و عبادت کتاب نمازنامه عام بود، در حالی که گروه دیگر از الگوهای اصلاح طلبانه تر که توسط کلیسای ژنو ژان کالون ترویج می‌شد، حمایت می‌کردند. گروه دوم، به رهبری جان ناکس، توسط فاکس حمایت می‌شد. البته گروه اول نیز توسط ریچارد کاکس رهبری می‌شد. سرانجام ناکس که به نظر می‌رسد بزرگورانه تر برخورد می‌کرد، اخراج شد و در پاییز ۱۵۵۵، فاکس و حدود بیست نفر دیگر فرانکفورت را ترک کردند.
فاکس با نقل مکان به بازل (شهری در کشور سوییس فعلی)، با هموطنان خود جان بیل و لارنس هامفری به کار تصحیح متون کتاب‌ها مشغول شد. (انگلیسی‌های تحصیل‌کرده به دلیل علم و صداقت خود، مورد توجه مناطق دیگر اروپا بودند و «همچنین آخرین افرادی هستند که برای معاش خود جنجال درست کنند» در ضمن نیازی به یادگیری زبان آلمانی یا فرانسوی نبود، زیرا انگلیسی‌ها تمایل به معاشرت با یکدیگر داشتند و می‌توانستند با دانشمندان دیگر به زبان لاتین ارتباط برقرار کنند) فاکس همچنین یک درام مذهبی به نام Christus Triumphans (1556) (کریستوس تریومفانس) را در قالب شعر لاتین به پایان رساند و چاپ کرد. با این حال، علیرغم دریافت کمک‌های مالی گاه به گاه از بازرگانان انگلیسی، به نظر می‌رسد زندگی فاکس بسیار فقیرانه بوده‌است.
هنگامی که فاکس گزارش‌هایی از انگلستان در مورد آزار و شکنجه مذهبی مداوم دریافت کرد، جزوه ای نوشت و از اشراف انگلیسی خواست تا از نفوذ خود بر ملکه برای توقف این دست اقدامات استفاده کنند. فاکس می‌ترسید که این درخواست بی فایده باشد و البته ترس او درست بود. زمانی که ناکس در کتاب معروفش به نام «اولین انفجار شیپور علیه هنگ هیولایی زنان» به ملکه ماری حمله کرد، فاکس ظاهراً از «لحن بی‌ادبانه» ناکس انتقاد کرد، اگرچه به نظر می‌رسد دوستی آن‌ها همچنان بر جا بوده‌است.

## بازگشت به انگلستان

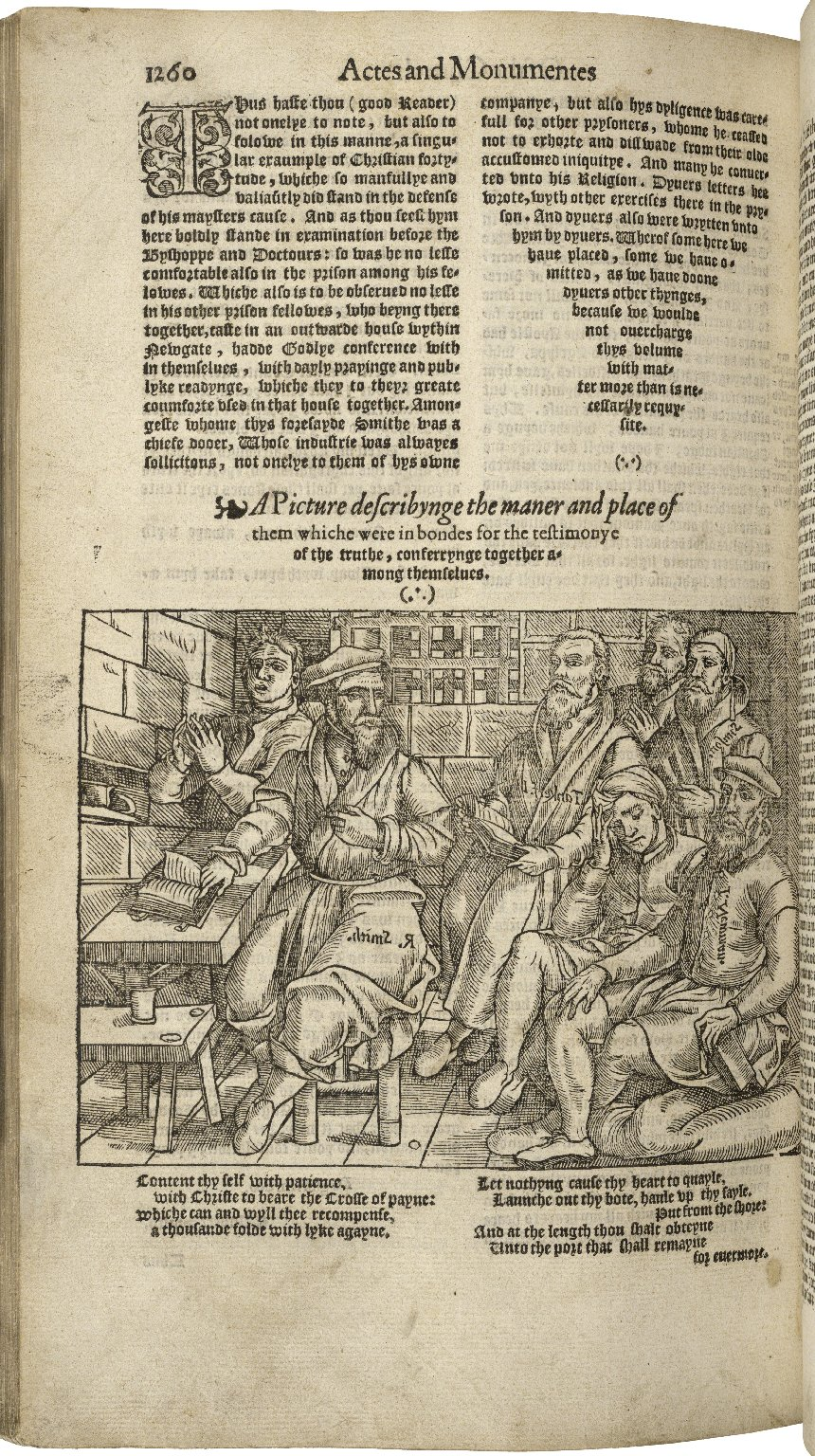
صفحه ای از چاپ اول کتاب شهدای فاکس ، منتشر شده در سال ۱۵۶۳.

پس از مرگ ماری یکم در سال ۱۵۵۸، فاکس عجله ای برای بازگشت به انگلستان نداشت و منتظر بود تا ببیند آیا تغییرات مذهبی که توسط جانشین او، الیزابت اول ایجاد شده، اساسی خواهد بود. فاکس همچنین به قدری فقیر بود که تا زمانی که پولی برایش ارسال نشد، قادر به سفر با خانواده اش نبود. به نظر می‌رسد که او در انگلستان به مدت ده سال در آلدگیت لندن، در خانه شاگرد سابقش، توماس هاوارد، که آن زمان چهارمین دوک نورفولک بود، زندگی کرده‌است. فاکس به سرعت با جان دی یکی از چاپخانه داران انگستان که آثار مذهبی منتشر می‌کرد آشنا شد و مشغول کار بر روی یک کتاب شهیدشناسی جدید شد که در نهایت به کتاب شهدای فاکس تبدیل شد.
فاکس توسط دوستش ادموند گریندال، اسقف کنونی لندن، به عنوان کشیش منصوب شد، اما او «تا حدودی خود را یک پیوریتن می‌دانست، و مانند بسیاری از تبعیدیان، در مورد پوشیدن لباس روحانیت که در دستورهای ملکه در سال ۱۵۵۹ مقرر شده بود، دو دل بود». بسیاری از دوستان او در نهایت از دستور تبعیت کردند، اما فاکس سرسخت تر بود. برخی سعی کردند در رژیم جدید به او شغل‌های معتبر تر پیشنهاد دهند، اما کمک به مردی با روحیهٔ معنوی منحصر به فرد، که استفاده از دوستانش برای پیشرفت را نوعی خود تحقیری می‌دانست، آسان نبود.

## کتاب شهدا

### نسخه‌های لاتین
فاکس کتاب شهدای خود را در سال ۱۵۵۲، در زمان سلطنت ادوارد ششم، آغاز کرد. در سال ۱۵۵۴، در حالی که هنوز در تبعید بود، فاکس نسخه ای اولیه از کتاب بزرگ خود را به زبان لاتین در استراسبورگ منتشر کرد که بر آزار و شکنجه لولاردهای انگلیسی در طول قرن پانزدهم تأکید داشت.
هنگامی که اخبار آزار و اذیت انگلیسی‌ها در دوران معاصر به اورپای قاره ای راه یافت، فاکس شروع به جمع‌آوری مطالب برای ادامه داستان خود تا به حال حاضر کرد. او اولین نسخه لاتین کتاب معروف خود را در اوت ۱۵۵۹ در بازل منتشر کرد. البته، نوشتن تاریخ معاصر انگلیس در حالی که در نقطه ای دور افتاده در آلمان زندگی می‌کرد و ارتباطات گسترده‌ای نیز وجود نداشت، کار دشواری بود. در هر صورت فاکس که انگلستان را فقیر و ناشناس ترک کرده بود، تنها فقیر بازگشت. او با کار لاتین خود «شهرت قابل توجهی» پیدا کرده بود.

## چاپ اول
در ۲۰ مارس ۱۵۶۳، فاکس اولین نسخه انگلیسی از کتاب شهدا را بواسطه انتشارات جان دی منتشر کرد. این کتاب با سایز صفحه‌های بزرگ و با حدود ۱۸۰۰ صفحه چاپ شد، تقریباً سه برابر کتاب لاتینی که در سال ۱۵۵۹ منتشر کرده بود. همان‌طور که برای آن دوره معمول است، عنوان کامل کتاب یعنی Foxe's Book of Martyrs یک پاراگراف طولانی بود و توسط محققان به اختصار به عنوان "اعمال و یادبودها" نامیده می‌شد، اگرچه این کتاب در آن زمان هم، همانند امروز، به عنوان کتاب شهدای فاکس شناخته می‌شد. انتشار این کتاب فاکس را فوراً به شهرت رساند - «اولین سلبریتی ادبی انگلستان» - اگرچه به دلیل اینکه در آن زمان هیچ حق امتیازی وجود نداشت، فاکس فقیر باقی ماند، اگرچه این کتاب بیش از ده شیلینگ فروخته می‌شد معادل سه هفته دستمزد یک صنعتگر ماهر.

## چاپ دوم
اعمال و یادبودها بلافاصله توسط کاتولیک‌هایی مانند توماس هاردینگ، توماس استاپلتون و نیکلاس هارپسفیلد مورد حمله قرار گرفت. در نسل بعدی، رابرت پارسونز، یک یسوعی انگلیسی، در رساله Three Conversions of) England) سه تبدیل انگلستان (۰۴–۱۶۰۳) به فاکس و کتابش حمله کرد. از طرف دیگر توماس هاردینگ، کتاب اعمال و یادبودها را «آن کود عظیم شهدای بدبوی تو» نامید، و آن را مملو از هزاران دروغ نامید.
فاکس با هدف تقویت کتابش در برابر هجمه منتقدانش و اضافه کردن مطالب جدیدی که با انتشار نسخه اول، کمبود شان آشکار شد، فاکس ویرایش دوم را در سال ۱۵۷۰ گردآوری کرد و در یکی از مواردی که اتهامات منتقدانش نسبتاً درست بود، فاکس عبارات توهین آمیز را حذف کرد. جایی که او می‌توانست اتهامات را رد کند، «او یک ضد حمله انجام داد و به دنبال له کردن حریف خود در زیر انبوهی از اسناد بود.» حتی با وجود اینکه او یک سری از مطالب را که در نسخه اول گنجانده شده بود حذف کرد، اندازه نسخه دوم تقریباً دو برابر نسخه اول بود.
این نسخه با استقبال گرم کلیسای انگلیسی مواجه شد و مجلس اعلای کانتربری در سال ۱۵۷۱ دستور داد که در هر کلیسای جامع نسخه از انجیل انگلیسی و کتاب فاکس با عنوان «یادبود شهدا» وجود داشته باشد. مقامات در خانه‌های خود نسخه‌هایی از کتاب را برای استفاده خدمتکاران و بازدیدکنندگان قرار می‌دادند. این تصمیم برای انتشارات جان دی مفید بود زیرا او با چاپ چنین اثر بزرگی ریسک مالی زیادی را متحمل شده بود.

## چاپ سوم و چهارم

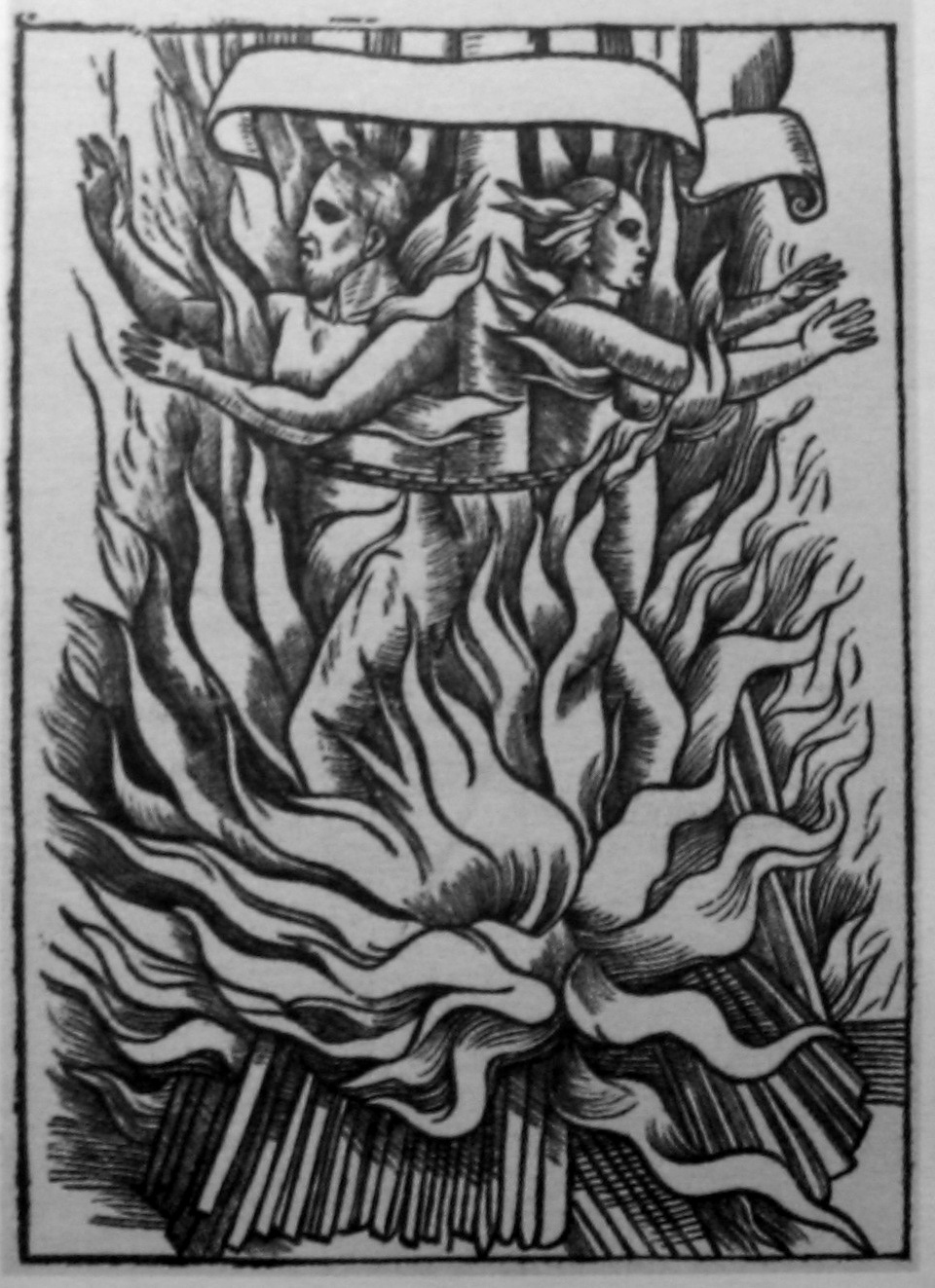
شهادت دوگانه با مجازات سوزاندن، سال ۱۵۵۸از نسخه ۱۶۴۱ فاکس.

فاکس چاپ سوم را در سال ۱۵۷۶ منتشر کرد، اما عملاً همان چاپ دوم بود با کاغذ کوچک‌تر و با حروف کوچکتر. نسخه چهارم، که در سال ۱۵۸۳ منتشر شد، آخرین نسخه منتشر شده در دوره حیات فاکس بود، این نسخه دارای کاغذهای بزرگتر و با کیفیت بهتر بود و شامل دو جلد کتاب بود که هر جلد حدود دو هزار صفحه بود و مطالب در دو ستون بود. نسخه چهارم تقریباً چهار برابر کتاب مقدس انجیل بود، «پر محتواترین، پیچیده‌ترین و فنی‌ترین کتاب انگلیسی عصر خود بود یا حتی بعضی اعتقاد دارند که این کتاب بزرگ‌ترین و پیچیده‌ترین کتابی است که در طول دو یا سه قرن اول تاریخ چاپ انگلیس منتشر شده‌است.» صفحه عنوان با این درخواست دردناک آغاز می‌شود که نویسنده از تو می‌خواهد، ای خواننده خوب، که او را در دعای خود شریک کنی.

## دقت
فاکس گزارش‌های خود از شهدای قبل از دوره مدرن اولیه را بر اساس نویسندگان قبلی، از جمله سنت بید، یوسیبوس قیصریه، متیو پاریس و بسیاری دیگر بنا کرد. سهم خود فاکس، گردآوری شهدای انگلیسی از دوره لولاردها تا دوران آزار و اذیت ملکهٔ کاتولیک ماری یکم بود. که برای نوشتن در این دوره فاکس منابع اولیه از همه نوع برای استفاده داشت: اسناد اسقف نشین‌ها، گزارش‌های محاکمه‌ها و شهادت شاهدان عینی، نکته قابل توجه طیف وسیعی از منابع برای نگارش تاریخ انگلستان در آن دوره است.
مطالب فاکس زمانی که به دوره خود می‌پردازد به مراتب دقیق تر است، اگرچه به صورت انتخابی ارائه شده‌است و کتاب یک گزارش بی طرفانه نیست. گاهی اوقات فاکس اسناد را کلمه به کلمه کپی می‌کرد. گاهی آنها را برای استفاده خود تطبیق می‌داد. روش فاکس در استفاده از منابع خود «مرد صادق خالصانه حقایق را اعلام می‌کند.»
فاکس غالباً در نحوه نوشتن مطالب خود دقت کافی نداشت و هر خواننده ای باید آماده باشد تا با بسیاری از خطاها و ناسازگاری‌های کوچک روبرو شود. در مورد بی‌طرفی فاکس نیز مشخصا بعضی عبارت‌های بکار رفته در کتاب توسط او شبهه بی‌طرف نبودن او را تقویت می‌کند، عباراتی مانند «این پاسخ او بوی جعل می‌دهد».دربارهٔ همین رفتارهای فاکس، دایرةالمعارف ۱۹۱۱ بریتانیکا تا آنجا پیش رفت که فاکس را به «جعل عمدی شواهد» متهم کرد. با این وجود، فاکس «در ثبت وقایع جزئی نگر است و بسیاری از مطالب دست اول در مورد اصلاحات انگلیس را که در جاهای دیگر قابل دسترسی نیست، حفظ می‌کند.» به گفته جی اف موزلی، فاکس «تصاویری زنده از آداب و احساسات روز را ارائه می‌کرد، پر از جزئیاتی که هرگز نمی‌توانست توسط یک جاعل ساخته و پرداخته شود.»

## زندگی تحت سلطنت الیزابت یکم

### سالزبری و لندن
فاکس اعمال و یادبودها را به ملکه تقدیم کرده بود، و در ۲۲ مه ۱۵۶۳، به پاس زحمات او در کلیسای انگلیسی، به عنوان پیشبند دار شیپتون در کلیسای جامع سالزبری منصوب شد. فاکس هرگز از کلیسای جامع سالزبری بازدید نکرد و هیچ وظیفه ای در ارتباط با این مقام انجام نداد، مگر اینکه یک جانشین به نام ویلیام مسترز، کسی که از تبعیدهای دوره ماری بود را به این مقام منصوب کند. بی عملی فاکس به عنوان یکی از روحانیون کلیسای جامع باعث شد که او را متمرد اعلام کنند و او را متهم به عدم دادن یک عشر برای تعمیر کلیسای جامع کردند. در هر صورت تا زمان مرگ این سمت را حفظ کرد.
در سال ۱۵۷۰، به درخواست ادموند گریندال، اسقف لندن، فاکس خطبه آدینه نیک را در سنت پل کراس خواند. خطبه ای که شرحی عالی از آموزه پروتستانی، رستگاری و حمله به اشتباهات اعتقادی کلیسای کاتولیک بود و در آن سال به عنوان موعظه مسیح مصلوب (A Sermon of Christ Crucified) شده منتشر شد. خطبه دیگری که فاکس هفت سال بعد در سنت پل خواند، منجر به تقبیح وی توسط سفیر فرانسه از ملکه شد، سفیر مدعی بود فاکس از حق اوگنوها برای مسلح شدن علیه پادشاهی فرانسه دفاع کرده بود. فاکس پاسخ داد که او دچار سوء تفاهم شده، او فقط استدلال کرده بود که اگر پادشاه فرانسه به هیچ قدرت خارجی (پاپ) اجازه ندهد بر او حکومت کند، پروتستان‌های فرانسوی فوراً سلاح‌های خود را به زمین خواهند گذاشت.
در سال ۱۵۷۱، فاکس نسخه‌ای از انجیل آنگلوساکسون را به موازات ترجمه کتاب مقدس اسقف‌ها، تحت حمایت اسقف اعظم پارکر، که به آنگلوساکسون‌ها علاقه داشت و کشیش جان جوسلین، محقق آنگلوساکسون، ویرایش کرد. مقدمه فاکس استدلال می‌کند که کتاب مقدس با زبان محلی یک رسم باستانی در انگلستان بوده‌است.

## مرگ و میراث
فاکس در ۱۸ آوریل ۱۵۸۷ درگذشت و در سنت گیلز، کریپلگیت به خاک سپرده شد. همسر او، اگنس، احتمالاً در سال ۱۶۰۵ درگذشت. پسر فاکس، ساموئل فاکس (۱۵۶۰–۱۶۳۰) پس از مرگ پدرش تجارت پر رونقی داشت و املاک زیادی بدست آورد. خوشبختانه، او دست نوشته‌های پدرش را نیز حفظ کرد و اکنون در کتابخانه بریتانیا نگهداری می‌شود. تشییع جنازه فاکس با انبوه عزاداران همراه بود.

## شخصیت
فاکس آنقدر اهل مطالعه کتاب بود که با مطالعه مداوم سلامتی خود را به خطر انداخت. با این حال، او استعداد فراوانی برای ارتباط با دیگران داشت، به عنوان یک مشاور معنوی خدمت می‌کرد و مردی خیر بود. او حتی در آشنایی دختران و پسران برای ازدواج پا پیش می‌گذاشت. فاکس به قدری به عنوان مردی مؤمن شناخته شده بود که فرانسیس دریک پیروزی خود را در کادیس تا حدی به دعای فاکس نسبت داد. علاوه بر این، رفتارهای پر از معنویت فاکس باعث شد دیگران ادعا کنند که او دارای قدرت نبوی است و می‌تواند بیماران را شفا دهد.
مسلماً فاکس از همان اوایل جوانی از ظلم متنفر بود. هنگامی که تعدادی از آناباپتیست‌های فلاندر در سال ۱۵۷۲ توسط دولت الیزابت دستگیر شدند و به سوزاندن محکوم شدند، فاکس ابتدا نامه‌هایی به ملکه و شورای او نوشت و از آنها خواستار بخشیدن محکومان شد؛ سپس به خود زندانیان نامه نوشت (که پیش نویس لاتین خود را به زبان فلاندری ترجمه کرد) و درخواست کرد تا توبه کنند. فاکس حتی از آناباپتیست‌ها در زندان دیدن کرد. (تلاش برای شفاعت بیهوده بود؛ دو نفر در اسمیت‌فیلد، لندن در وحشتی بزرگ با خروش و گریه فراوان سوزانده شدند)

## شهرت تاریخی

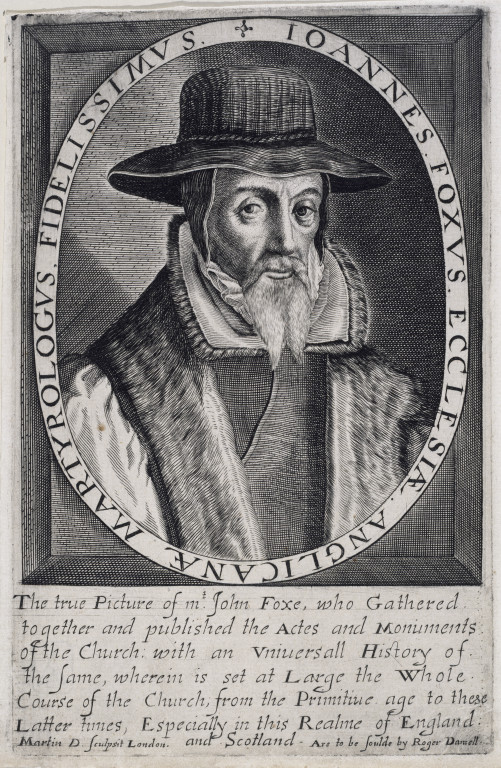
حکاکی از جان فاکس

پس از مرگ او، کتاب اعمال و یادبودها همچنان منتشر می‌شد. جان بارو پس از کتاب مقدس از آن به عنوان «بزرگ‌ترین عامل مؤثر بر تفکر پروتستان انگلیسی در اواخر دوره تودور و اوایل دوره استوارت» یاد می‌کند.
با این حال، در پایان قرن هفدهم، این تمایل وجود داشت که تنها شامل مختصری از کتاب و همان قسمت مختصر هم فقط شامل «پر شورترین قسمت‌های شکنجه و مرگ» شود، بنابراین به کار فاکس کیفیتی مبهم می‌داد که مطمئناً از قصد نویسنده دور بود. از آنجایی که فاکس کتاب را برای حمله به کلیسای کاتولیک و موج فزاینده آنگلیکانیسم که در انگلیس به راه افتاده بود، مورد استفاده قرار داد؛ اعتبار کتابش در اوایل قرن ۱۹ توسط تعدادی از نویسندگان، از جمله ساموئل آر. میتلند، به چالش کشیده شد. به قول یک کاتولیک‌های عصر ویکتوریا، پس از نقد میتلند، «هیچ‌کس با هیچ گونه ادعای ادبی … جرأت نکرد از فاکس به عنوان یک مرجع نقل قول کند.»تحلیل‌های بیشتری که از نقد میتلند در قرن بیست و یکم توسط مورخانی همچون دیوید لودز انجام شده‌است، اعتبار نقد میتلند را زیر سوال می‌برد و به دفاع از آثار فاکس می‌پردازد.

## کتاب‌ها
- فریمن، توماس اس. (۲۰۰۴) «فاکس، جان»، فرهنگ لغت بیوگرافی ملی آکسفورد.
- هالر، ویلیام (۱۹۶۳) اولین کتاب فاکس از شهدا و ملت منتخب. لندن: جاناتان کیپ
- MacLure, Millar (comp.) (1989) ثبت موعظه‌های موعظه شده در صلیب پل ۱۵۳۴–۱۶۴۲ ; توسط پیتر پالز و جکسون کمپبل بوسول تجدید نظر و گسترش یافته‌است. اتاوا: Dovehouse Editions
- موزلی، جی اف (۱۹۴۰) جان فاکس و کتاب او. لندن: SPCK
- «دستگاه انتقادی و مطالب اضافی» نسخه واریورم کتاب شهدای روباه شامل تعدادی مقاله تفسیری دربارهٔ روباه و کتاب شهدا است.
- </img> این مقاله متنی را از یک نشریه در قرار می‌دهد

## برای مطالعهٔ بیشتر
- تورنتون، والاس (۲۰۱۳) جان فاکس و بنای یادبودش: دیدگاه الهیاتی-تاریخی (مطبوعات میراث آلدررگیت: بیرمنگام، AL)